# Tapa (Gericht)

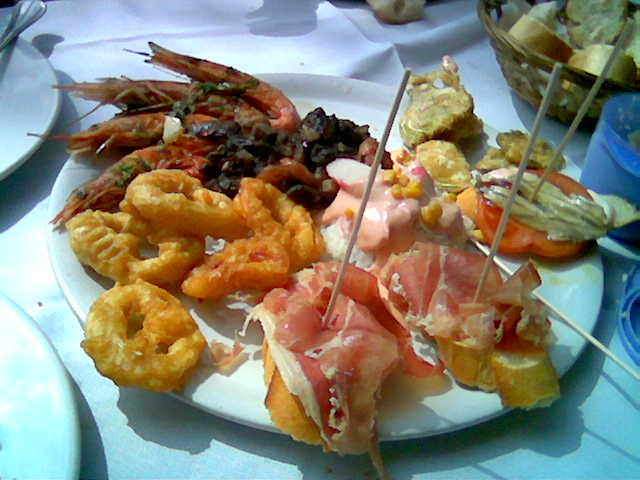
Verschiedene Tapas

Eine Tapa ['tapa] (deutsch „Deckel“, „Abdeckung“) ist ein kleines Appetithäppchen, das in Tapas-Bars üblicherweise zu Wein, jedoch auch zu Bier gereicht wird. Tapas entsprechen den im östlichen Mittelmeerraum bzw. Vorderasien gebräuchlichen Mezedes.
Tapas werden in Spanien üblicherweise in Tapas-Bars und Bodegas serviert und dort im Stehen verzehrt. Jede Tapas-Bar besitzt dabei eine individuelle Auswahl an verschiedenen Tapas. Zu den Tapas wird meist Bier, Wein, Sherry, Wermut oder Portwein getrunken. Tapas im engeren Sinne sind kostenlose Beilagen zum Getränk. Müssen sie zusätzlich bestellt werden, sind die Übergänge von einer Tapa zu einer Ración (größere Menge) oder zu einem Pincho (baskische Tapavariante mit aufwändigerer Zubereitung) fließend.
Der Begriff „Tapa“ hat sich in vielen Sprachen als Fremdwort etabliert. In Lateinamerika wird er jedoch fast ausschließlich in seiner Originalbedeutung („Deckel“ bzw. Abdeckung) verwendet und nicht als „Häppchen“ verstanden.

## Entstehung
Um die Entstehung der Tapas ranken sich einige Legenden. So soll etwa König Alfons X. von Kastilien während einer Krankheit gezwungen gewesen sein, zwischen den Mahlzeiten Wein und kleine Häppchen zu sich zu nehmen. Nach der Kurierung soll er veranlasst haben, dass Wein künftig nur noch zusammen mit einer Kleinigkeit zu essen serviert werden dürfe.
Eine andere Geschichte führt die Entstehung auf den Brauch zurück, alkoholische Getränke mit einem Deckel abzudecken; dieser sei zu Anfang mit Oliven beschwert worden, um nicht fortgeweht zu werden, und mit der Zeit seien die Beschwerungsmethoden immer einfallsreicher und kunstvoller geworden. Alternativ heißt es, dass die Wirte in Spanien früher eine Scheibe Brot (Tapa) auf das Weinglas legten, um das kostbare Getränk vor lästigen Fliegen zu schützen. Dieser „Deckel“ wurde im Laufe der Jahre dann immer weiter entwickelt und entsprechend mit einer Olive oder Sardelle verziert.
Eine weitere Geschichte führt die Tapas auf kleine Imbisse zurück, die Feldarbeiter zwischen den Mahlzeiten zu sich nahmen, um die Zeit zwischen den Hauptmahlzeiten zu überbrücken.

## Typische Tapas

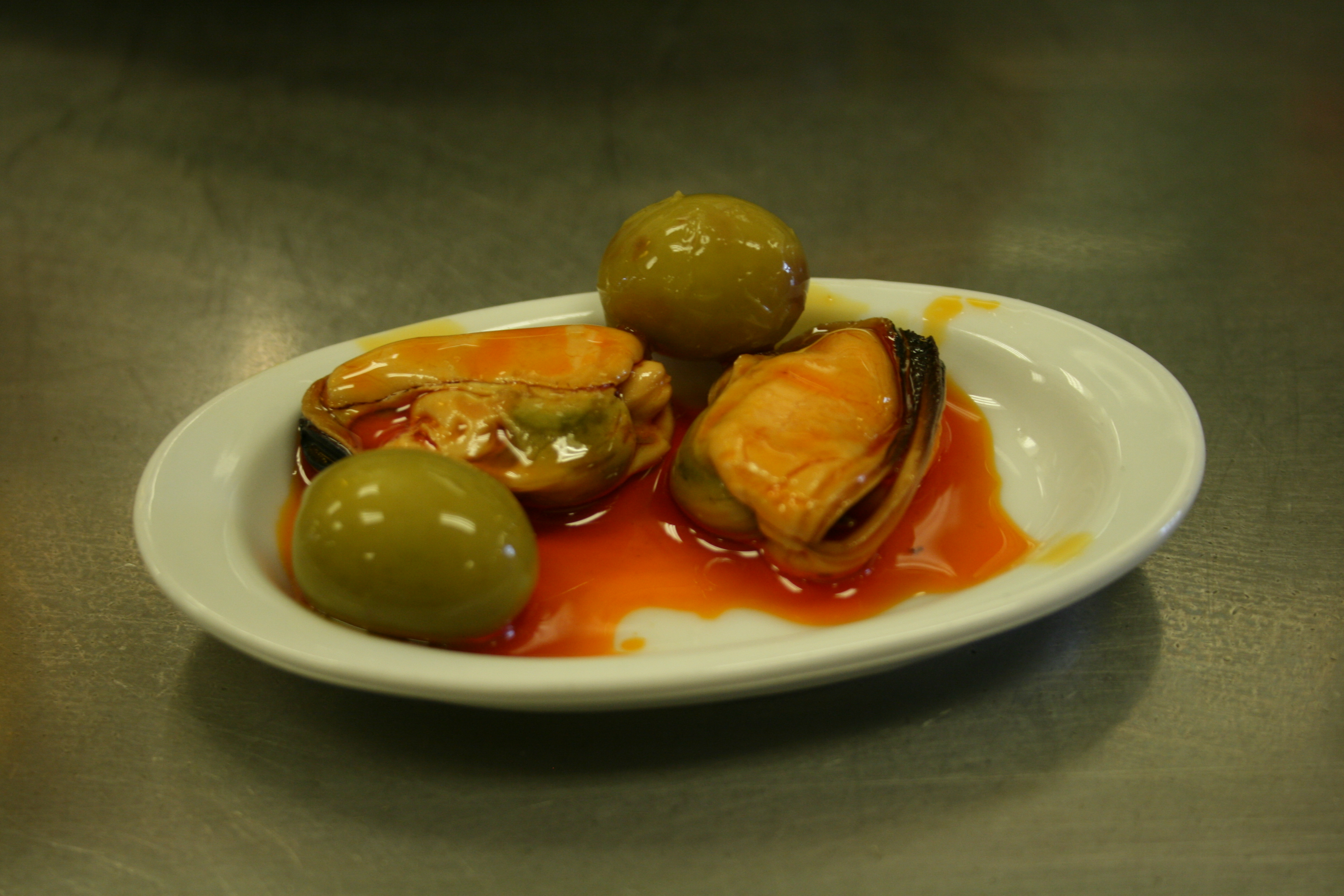
Mejillones und Aceitunas

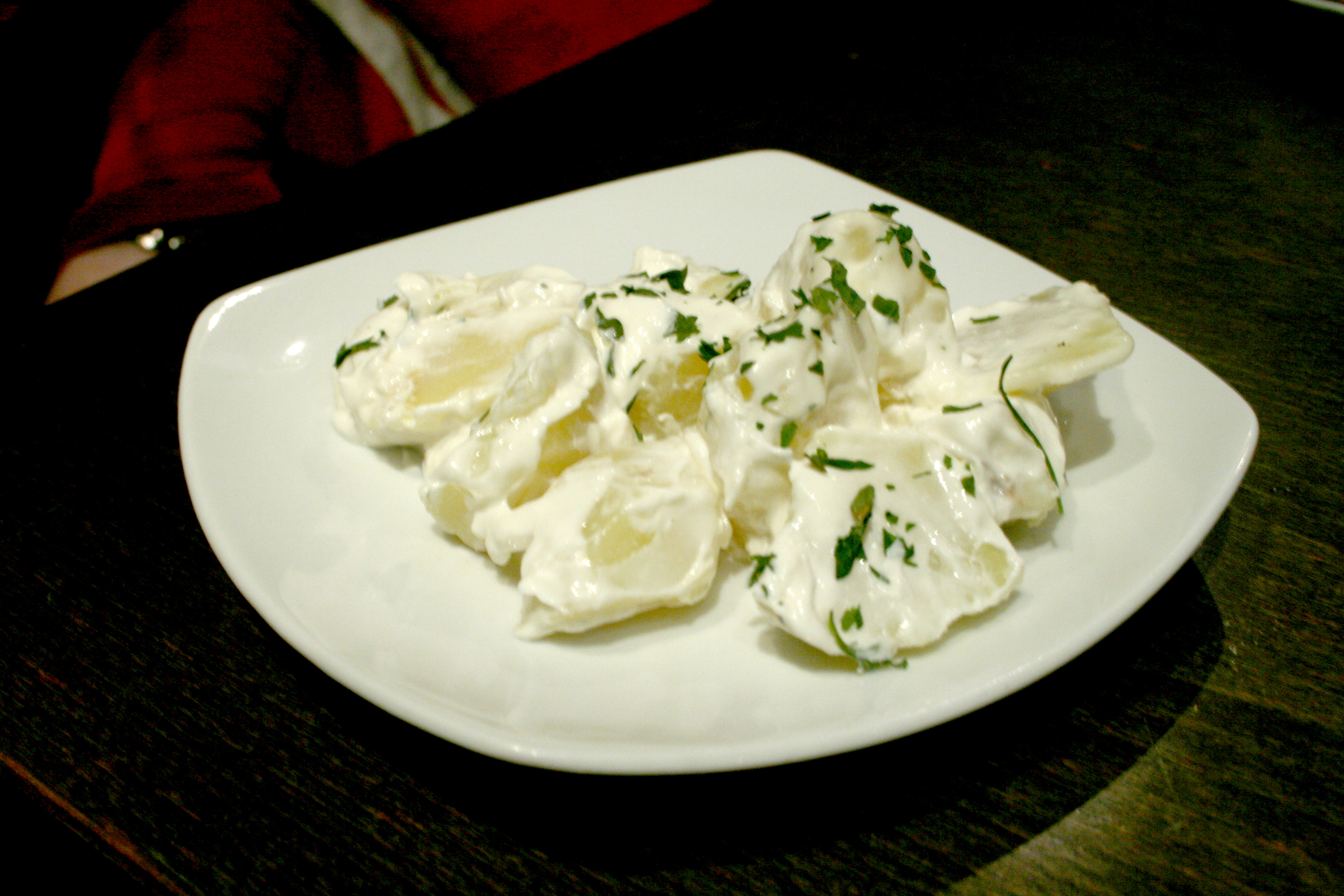
Patatas allioli

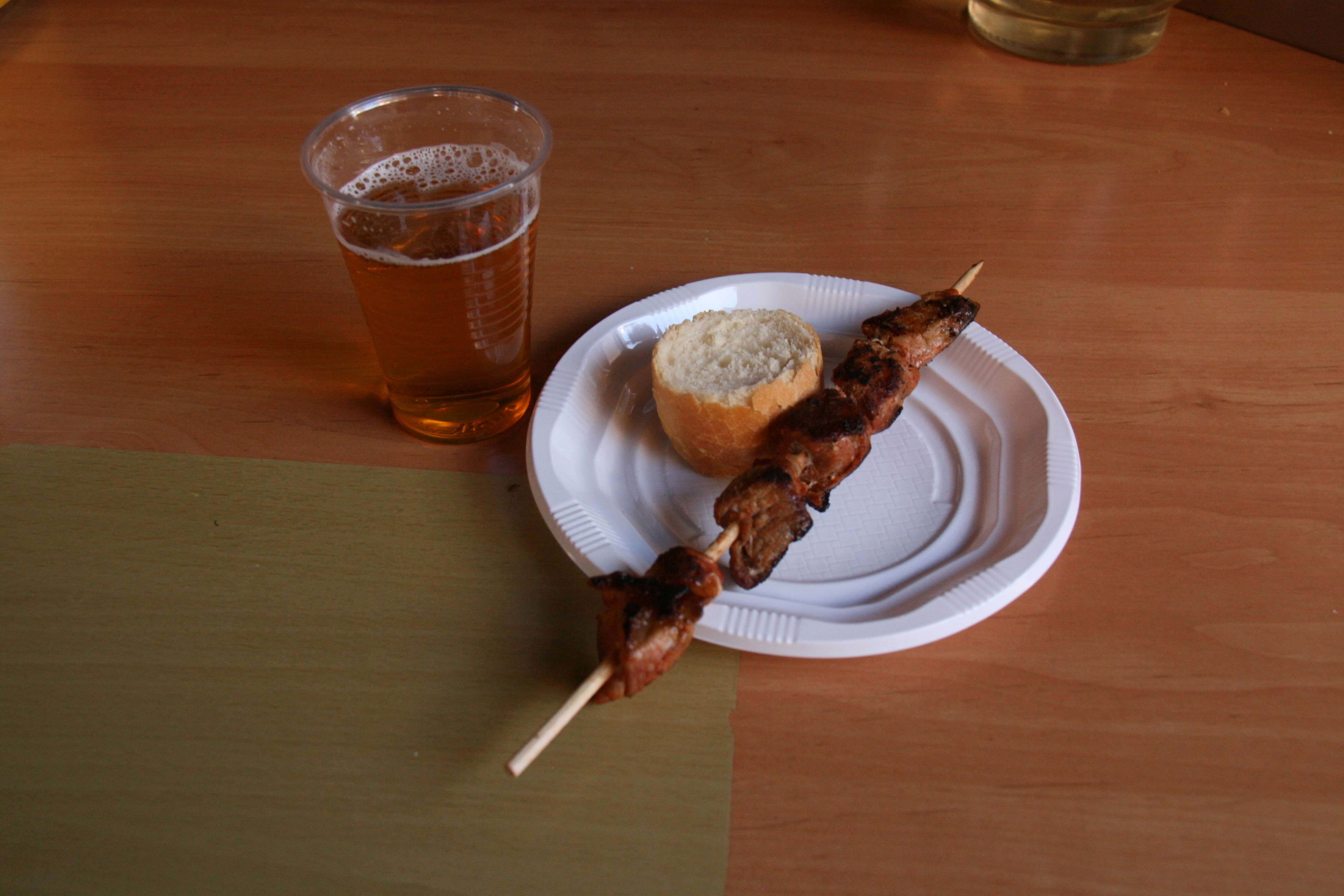
Pincho moruno

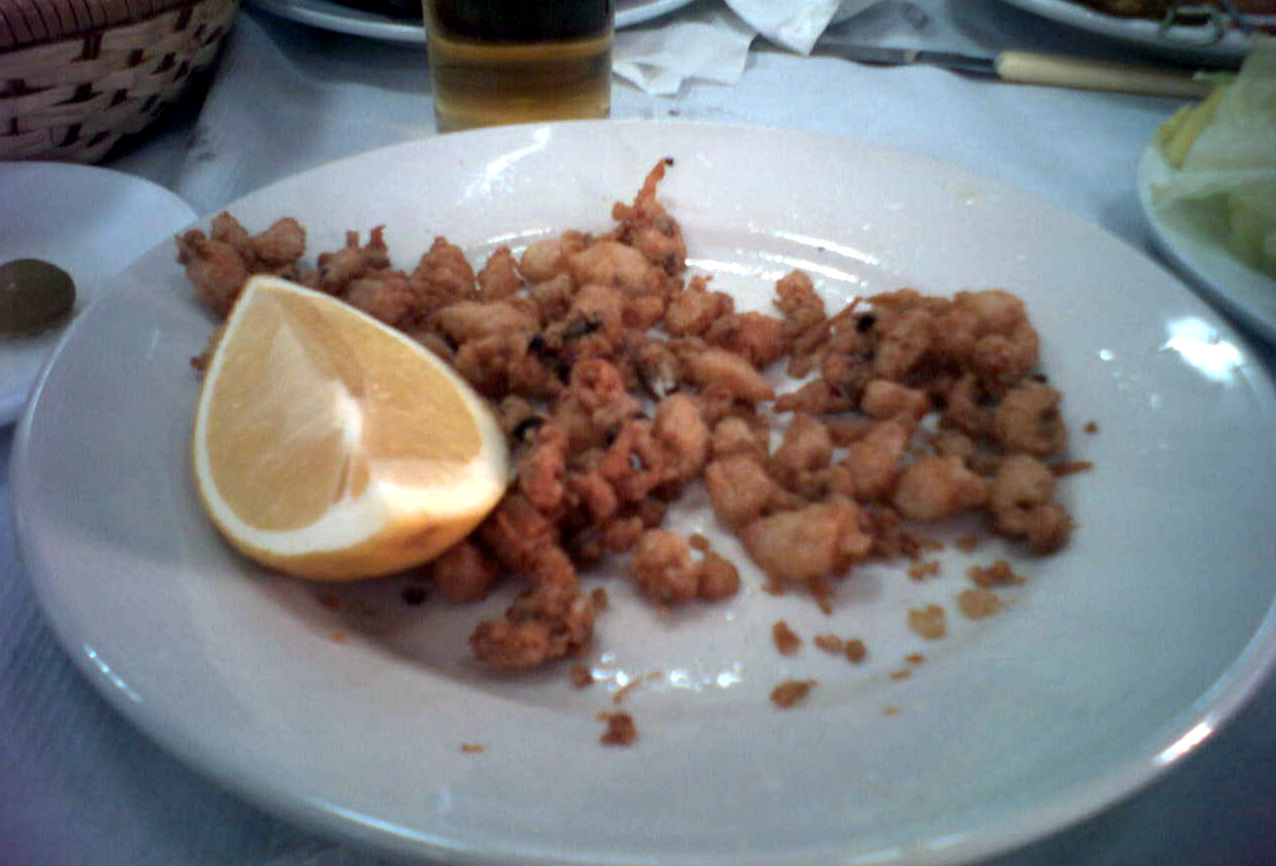
Puntillitas fritas

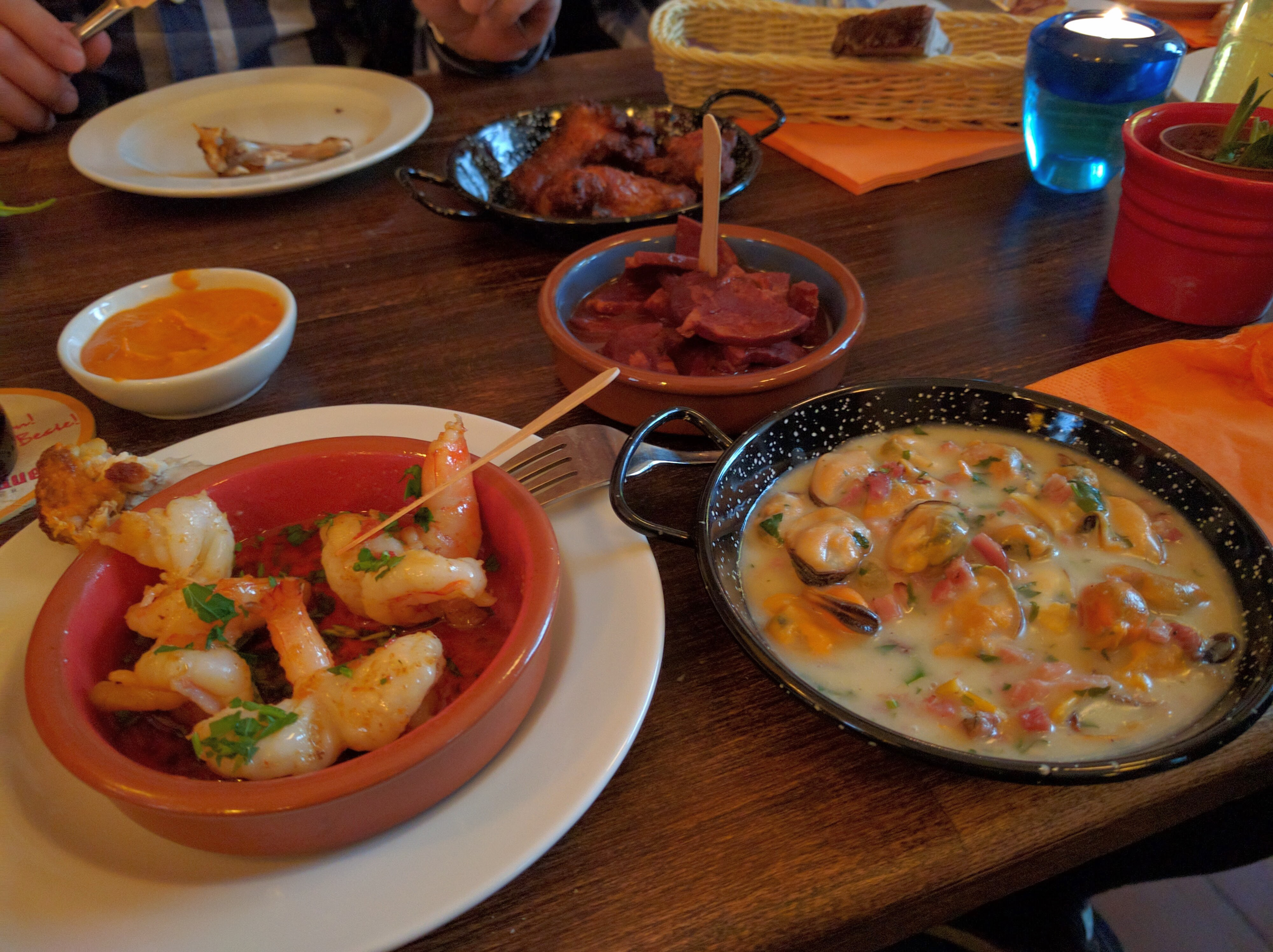
Eine Auswahl spanischer Tapas, u. a. mit Chorizo, Garnelen und Muscheln

Es gibt eine unüberschaubare Anzahl von Tapa-Rezepten, die sich regional und qualitativ unterscheiden. Typische, in spanischen Gaststätten anzutreffende Tapas sind:
- Aceitunas oder Olivas (Oliven)
- Albóndigas (Fleischklößchen)
- Almejas a la marinera (Venusmuscheln in pikanter Weißweinsauce)
- Almendras fritas (in Öl geröstete und gesalzene Mandeln)
- Boquerones en Vinagre (In Essig marinierte Sardellen)
- Boquerones fritos (frittierte Sardellen)
- Buñuelos de Bacalao (frittierte Kabeljaubällchen mit Knoblauch und Petersilie)
- Callos en Salsa (Kutteln in Sauce)
- Caracoles (Landschnecken in pikanter Sauce, oft mit Chorizo und Schinkenwürfeln)
- Carne en Salsa (Fleischstückchen in Soße, ähnlich Gulasch)
- Chipirones (frittierter Tintenfisch)
- Ciruelas (mit Speck ummantelte und gebratene Pflaumen)
- Croquetas (Kroketten aus Bechamelmasse, meist mit Schinken oder Fisch)
- Ensaladilla Rusa (Kartoffelsalat-Spezialität)
- Gambas al ajillo (Garnelen gebraten in Olivenöl mit Chili und viel Knoblauch)
- Jamón Serrano (Serrano-Schinken)
- Mejillones (Miesmuscheln)
- Montadito (kleine belegte Brötchen)
- Orejas a la plancha (gebratene Schweinsohren)
- Pan con tomate (mit Tomatenfruchtfleisch, Knoblauch und Olivenöl bestrichenes getoastetes Weißbrot)
- Pan con Chorizo, Morcilla, Jamón, Queso (Weißbrot, belegt mit Chorizo, Morcilla, Schinken oder Käse)
- Patatas alioli (Kartoffeln in Knoblauchmayonnaise)
- Patatas bravas (frittierte Kartoffelwürfel mit scharfer Soße)
- Patatas fritas (Pommes) oder patatas chips (Kartoffelchips)
- Pimientos de Padrón (in Olivenöl zubereitete und mit grobkörnigem Salz gewürzte, kurze Paprikaschoten)
- Pinchos morunos (marinierte Fleischspießchen)
- Pulpitos en su tinta (sehr kleine Oktopusse in eigener Tinte)
- Puntillitas fritas (frittierte Babytintenfische)
- Riñones (Nierchenscheiben in Weißweinsauce mit Knoblauch)
- Roscos (bagelähnliche belegte Weißbrotkringel, z. B. mit Schinken und/oder Käse)
- Tortilla (Kartoffel-Omelett)